# Ghanaisches Pfund

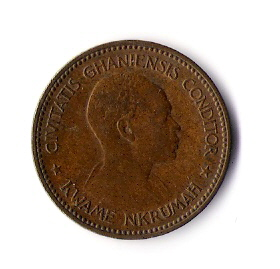
Rückseite des Ghanaischen Penny 1958

Das Ghanaische Pfund war die offizielle Währung des westafrikanischen Staates Ghana ab dem 14. Juli 1958. Das Ghanaische Pfund ersetzte in den ersten Jahren der Unabhängigkeit des Staates die bis dahin gültige Währung der Kolonialzeit, das Westafrikanische Pfund. Das Ghanaische Pfund wurde am 19. Juli 1965 vom Cedi abgelöst. 
Das Pfund war eingeteilt in 20 Shilling, jeder zu 12 Pence. 1965 führte Ghana den Cedi als nationale Währung im Umtauschverhältnis von 1 Pfund = 2,4 Cedi bzw. 1 Cedi = 100 Pence ein.

## Münzen
1958 wurden Bronzemünzen zu ½ und 1 Penny ausgegeben, dazu in Kupfer-Nickel 3 und 6 Pence sowie 1 und 2 Shilling. Auf dem Penny war der 1. Präsident Ghanas, Kwame Nkrumah dargestellt und die lateinische Inschrift „Kwame Nkrumah Civitatis Ghanensis Conditor“ (Kwame Nkrumah Gründer des Ghanaischen Staates) zu lesen.

## Banknoten
1958 wurden Banknoten zu 10 Shilling sowie 1 und 5 Pfund ausgegeben. Sie wurden bis 1962 (10 Shilling) bzw. bis 1963 produziert.